# Michael Argyle
Pour les articles homonymes, voir Argyle.
Michael Argyle (né le 11 août 1925, Nottingham et mort le 6 septembre 2002) est un psychologue social britannique. Il a passé la majeure partie de sa carrière à l'université d'Oxford. Tout au long de sa carrière, il a montré de fortes préférences pour les méthodes expérimentales en psychologie sociale, ayant peu de temps pour des approches alternatives telles que l'analyse du discours.